# بالای دی
بالای دی (بنگالی: বলাই দে؛ زادهٔ ۱۱ اکتبر ۱۹۴۶) بازیکن فوتبال اهل پاکستان-هند بود.
وی همچنین در تیم‌های ملی فوتبال پاکستان و هند بازی کرده است.